# 1131 Porzia
1131 Porzia је Марсов тројански астероид чија средња удаљеност од Сунца износи 2,228 астрономских јединица (АЈ).
Апсолутна магнитуда астероида је 13,0 а геометријски албедо 0,121.